# 菅公学生服
菅公学生服株式会社（かんこうがくせいふく）は、岡山県岡山市北区に本社を置く、学生服・体操服など学生向け衣料の製造販売を行う日本の企業。

## 概要
「カンコー（菅公）学生服」のブランド名でその名を広く知られている、学校制服・学校体育衣料業界大手メーカーである。明石スクールユニフォームカンパニー（富士ヨット学生服）、瀧本（スクールタイガー学生服）、トンボ（トンボ学生服）とともに、学生衣料製造の大手4社に数えられる。販売拠点は全国に60箇所。自社工場は岡山県倉敷市児島、鳥取県米子市、宮崎県都城市、鹿児島県志布志市の4箇所を基幹工場とし、各衛星工場群を有する。
創業は、安政元年（1854年）で、2019年現在で165年の歴史があり、スクールウェア、スポーツウェアなど各種衣料の製造販売を行っている。主力ブランドの「カンコー（菅公）学生服」は、学問の神として親しまれている「菅原道真公」にちなんで名付けられた。他にも、JUNKO KOSHINO、ELLE、MICHEL KLEIN、Reebok、phitenなどのライセンスブランドの制服・体育衣料がある。
学生が使用する本物の制服の他、コスプレ用の制服も取り扱っており、原宿と東京ディズニーリゾートのイクスピアリにレンタルショップを出店している。
（財）日本中学校体育連盟推薦企業、（財）全国高等学校体育連盟協賛企業。インターハイ協賛企業。

## マーケティング
戦後は子供の数が増えたこともあって学生服の需要が増加し、業績を拡大した。1960年代はホーロー看板による広告を全国的に展開しており、地方では現在でも「菅公学生服」「ボリショイ菅公」などの看板が残存していることがある。1970年代になるとテレビCMを積極的に展開し桜田淳子ら、その時代の人気アイドルをCMキャラクターとして起用する（サンミュージック系の歌手が多い）。近年のCMでは2004年には榮倉奈々、2006年には美山加恋が、2008年からの最新のCMには志田未来が起用されている。また、CMのBGMには水樹奈々や少年カミカゼの歌が使われている。
テレビCMは、主に夕方のドラマ再放送枠にスポットCMの形で流されることが多かった。CMキャラクターが出演する映像が流された後に「菅公学生服のお求めは…」と、各局ごとに放送エリア内に所在する取扱店の店名を画面に表示しながら読み上げた（1990年代中期頃まで続いた）。

## 沿革
創業者の尾崎邦蔵が、1854年に備前国児島郡田ノ口村（現在の倉敷市児島田の口）に綿糸の卸業を創業。大正時代から学生服の大量生産を開始し、1929年に尾崎商事株式会社に改組。2005年に本社機能を岡山市（JR岡山駅西口のリットシティビル内）へ移転した。

### 年表
- 1854年（安政元年） - 備前国児島郡田ノ口村で綿糸の卸業として創業。
- 1923年（大正12年） - 学生服、作業服の一貫生産を始める。
- 1929年（昭和4年） - 「尾崎商事株式会社」として法人化。
- 1953年（昭和28年） - 全国中学校生活協同組合の指定服となる。
- 1966年（昭和41年） - 日本中学校体育連盟の指定機関である、全国中学校体育振興会の推薦指定を受ける。
- 2000年（平成12年） - ISO 14001認証・ISO 9001認証を取得。
- 2003年（平成15年） - 全国高等学校体育連盟より協賛団体の認可を受ける。
- 2005年（平成17年） - 岡山市に本社移転。日本プロバスケットボールリーグ（bjリーグ）と公式ユニフォームパートナー契約を締結。
- 2006年（平成18年） - 現社長就任。
- 2009年（平成21年） - Jリーグ・ファジアーノ岡山FCとオフィシャルスポンサー及びユニフォーム・アップウェアサプライヤー契約を締結（ユニフォームサプライヤーは中国サッカーリーグ時代の2005年から2009年まで）。
- 2010年（平成22年） - ファジアーノ岡山のホームスタジアムでもある岡山県総合グラウンド陸上競技場（旧桃太郎スタジアム）の命名権を取得した。カンコー学生服にちなんだ「kankoスタジアム」と命名し、3月1日から変更された。(2015年2月28日まで)
- 2013年（平成25年） - 8月1日 - 社名を「菅公学生服株式会社」に変更。ロゴも、小文字の「kanko」から、大文字の「KANKO」に変更された。
- 2015年（平成27年） - 詰襟学生服「カンコードライウォッシュ」とセーラー服「カンコービューティーウォッシュ」で2015年度グッドデザイン賞受賞
- 2016年（平成28年） - 「ストレスフリーアクティブブレザー」で2016年度グッドデザイン・ベスト100受賞
- 2018年（平成30年） - カンコー委員会発足
- 2019年（令和元年） - 「カンコーインフィニスタニットシャツ」が2019年度グッドデザイン賞受賞
- 2020年（令和2年） - 「MIENNE（ミエンヌ）」で2020年度グッドデザイン・ベスト100を受賞
- 2021年（令和3年） - 学校制服採寸サービス「スマート採寸」提供開始

## ロゴマーク
- ロゴマークは、赤い5つの●に、赤い「KANKO」の文字。赤い5つの●は、菅原道真（菅公）が大好きだった梅の花をモチーフにしている。

## 主な取り扱いブランド
- 学生服
  - カンコー
  - predichant
  - Peter MacArthur
  - AKIRA ONOZUKA
  - JUNKO KOSHINO CAMPUS
  - ELLE ECOLE
  - MICHEL KLEIN Scolaire
- 体操服
  - カンコー
  - SPRINTER
  - Reebok
  - ELLE ECOLE
- その他
  - SPALDING

## CMに起用されたタレント・キャラクター
- 酒井和歌子
- フォーリーブス
- 桜田淳子
- 太川陽介
- 香坂みゆき
- 杉田愛子
- 早見優
- 竹本孝之
- 岡田有希子
- 水谷麻里
- 南野陽子
- 酒井法子
- 高橋由美子
- ドラえもん
- 安達祐実
- 松浦亜弥
- 榮倉奈々
- 美山加恋
- 志田未来
- 入江甚儀
- 花澤香菜